# Stráž pod Ralskem
Stráž pod Ralskem (niem. Wartenberg am Rollberg) – miasto w Czechach, w kraju libereckim.
Według danych z 31 grudnia 2003 powierzchnia miasta wynosiła 2 158 ha, a liczba jego mieszkańców 4 068 osób.
W mieście tym 12 sierpnia 1644 urodził się barokowy kompozytor i skrzypek-wirtuoz Heinrich Ignaz Biber.

## Demografia
| Rok             | 1970 | 1980  | 1991  | 2001  | 2003  |
| --------------- | ---- | ----- | ----- | ----- | ----- |
| Liczba ludności | 898  | 2 476 | 3 873 | 4 028 | 4 068 |

Źródło: Czeski Urząd Statystyczny